# Jesús Rupert Jurado Gallardo
Jesús R. Jurado Gallardo (Palma, Mallorca, 20 d'abril de 1943 - Bunyola, Mallorca, 28 de juny de 2023), va ser un naturalista, ornitòleg, ecologista i fotògraf de la Naturalesa. Fou un dels fundadors del GOB i va ser primer president del Grup Excursionista de Mallorca (GEM). Regidor de l'Ajuntament de Palma (1991-1995) pel Partit Socialista de Mallorca-EN.
Jurado fou un dels pioners en la divulgació de la Naturalesa a Mallorca i a les Illes Balears, principalment a través de la publicació d'articles de premsa en la secció “Por la defensa de la Naturaleza y del Paisaje” (posteriorment, Defensa de la Naturaleza), iniciada al Diario de Mallorca el maig de 1971 junt a altres autors com Josep A. Alcover, Lluc Mas, Miquel Rayó o Joan Mayol que els va fer mereixedors del Premi Ciutat de Palma de Periodisme Miquel dels Sants Oliver de 1973.
L'extensa labor de divulgació naturalística de Jurado i la seva vocació conservacionista es plasmà en multitud d'articles publicats al llarg dels anys setanta i vuitanta en diversos mitjans i publicacions, destacant la secció “Baleares Verde” al diari Baleares. Tota aquesta activitat la desenvolupava de forma autodidacta i voluntària, fent-la compatible amb l'exercici de la seva professió administrativa en diferents empreses.

## Excursionisme
Jurado també va ser un impulsor de l'excursionisme a Mallorca, en uns anys en els quals aquesta afició iniciava un desplegament per superar l'excursionisme més clàssic. En aquest àmbit, Jurado va fundar un grup excursionista nomenat La Penya dels Gaiatos a finals dels anys seixanta, i que serví de punt d'encontre per algunes persones que pocs anys més tard participarien en la fundació del GOB. En la seva condició d'excursionista reconegut va participar l'any 1973 en el procés que menà, el setembre de 1973, a la fundació del GEM (Grup Excursionista de Mallorca), del qual va ser el primer president entre 1973 i 1975.

## Grup Balear d'Ornitologia i Defensa de la Naturalesa
El desembre de 1973, juntament amb Joan Mayol, Josep Maria Casasayas, Pere Bosch, Josep Antoni Alcover, Hilari Morales, Lluc Mas i altres, Jurado va participar en la fundació del GOB (Grup Ornitològic Balear, després Grup Balear d'Ornitologia i Defensa de la Naturalesa), amb el qual es va iniciar una intensa tasca col·lectiva d'estudi de l'entorn natural balear i de divulgació dels seus valors. El GOB liderà des del principi l'activisme ecologista illenc i la lluita per la preservació dels espais naturals i la protecció de les espècies de flora i fauna que hi viuen. Fruit d'aquest treball va ser, en els anys vinents i gràcies a multitudinàries manifestacions cíviques i a campanyes intenses, la protecció de llocs destacats com l'arxipèlag de Cabrera, l'illa de Sa Dragonera, la platja d'Es Trenc o s'Albufera de Mallorca. Destaca també, en aquest sentit, l'organització i desenvolupament dels primers censos de voltor negre (Aegypius monachus), una espècie emblemàtica a Mallorca, de la qual se'n comptaven només una vintena d'exemplars en llibertat a finals dels anys setanta. Aquest treball pioner va servir de base per a tota la feina posterior de recuperació de la colònia de voltors a Mallorca, que ara es troba ja fora de perill amb una població de centenars d'exemplars. Jurado, practicant de l'Ornitologia de Camp, ha participat en congressos, jornades, campanyes d'anellatge científic, viatges, etcètera, sobre la matèria, amb contactes personals amb els principals noms de l'Ornitologia espanyola del moment.

## Fotografia
En la seva faceta de fotògraf, Jurado s'ha dedicat a la fotografia de naturalesa, tant a Mallorca com a les altres Illes, i en especial de la fauna i la flora autòctones, en format paper o diapositiva fins a la revolució digital. Ha aconseguit diversos premis. Les seves fotografies han aparegut en revistes, fulletons, cartells, exposicions i llibres. Destaquen les seves col·laboracions en els primers Manuals d'introducció a la Naturalesa (sèrie de llibres divulgatius de l'editorial Moll): Les plantes de les Balears, (Anthony Bonner, 1976), Els aucells de les Balears (Joan Mayol, 1978), Els mamífers de les Balears (Josep A. Alcover, 1979) o Rèptils i amfibis de les Balears (Joan Mayol, 1985), i també en altres obres com Natura, ús o abús (1976), Flora de Mallorca (1977), Els boscos de les Balears (1985), Mallorca des del mar (1987), etcètera. Va ser també col·laborador de La Gran Enciclopèdia de Mallorca, publicada pel Grup Serra.
Autor de pel·lícules en format súper-8 de divulgació de la natura balear, entre les quals destaquen Aegypius, entre blau i blau, Dragonera petita i Cabrera estimada, que foren també pioneres a Mallorca en aquest gènere documental i que serviren com a eina educativa mitjançant la seva projecció en centres escolars, associacions culturals, obres socials i locals d'associacions ciutadanes arreu de Mallorca, i també en les altres Illes durant anys.

## Política
La relació de Jurado amb la política va venir de la mà del Partit Socialista de Mallorca, presentant-se de número 2 en les llistes del PSM-EN a l'Ajuntament de Palma en les eleccions municipals de 1991. Sortí elegit regidor, juntament amb Sebastià Serra com a cap de llista, i formà part de l'oposició en la segona legislatura de Joan Fageda com a batle de Palma fins 1995.